# Wjatscheslaw Erbes
Wjatscheslaw Erbes (kasachisch Вячеслав Эрбес; * 14. April 1988) ist ein ehemaliger kasachischer Fußballspieler.

## Karriere
Wjatscheslaw Erbes begann seine Profikarriere beim kasachischen Verein Wostok Öskemen. Seit 2006 spielte er für seinen Heimatclub. 2010 wechselte er zu Lokomotive Astana. Die Saison 2011 begann der Mittelfeldspieler bei Schachtjor Qaraghandy und kehrte nach nur zwei Einsätzen im Laufe der Saison nach Öskemen zurück.

## Nationalmannschaft
Erbes wurde siebenmal in der Nationalmannschaft eingesetzt.